# Cuerna semibulba
Cuerna semibulba är en insektsart som beskrevs av Nielson 1965. Cuerna semibulba ingår i släktet Cuerna och familjen dvärgstritar. Inga underarter finns listade i Catalogue of Life.